# Confrontos étnicos no Quênia em 2012–2013
Os confrontos étnicos no Quênia em 2012–2013 iniciaram-se em agosto de 2012 quando uma série de confrontos entre os povos ormas e pokomos do distrito de Tana River, no Quênia, resultaram na morte de pelo menos uma centena de pessoas. A violência foi a pior de seu tipo no Quênia desde a crise nacional de 2007-2008, que deixou 118 mortos e mais de 13.500 deslocados – mais de 50% dos 13.500 eram crianças, mulheres e idosos.

## Antecedentes
Os principais grupos étnicos do distrito de Tana River são os pokomos, muitos dos quais são camponeses ao longo do rio Tana, e os ormas, que são predominantemente um povo nômade dedicado ao pastoreio de gado. O distrito é geralmente árido e propenso à seca, com chuvas erráticas durante as estações chuvosa de março a maio e de outubro a dezembro. O clima provocou numerosos confrontos entre camponeses e povos nômades pelo acesso à água.
Aproximadamente dez dias antes do confronto étnico em 22 de agosto de 2012, três pessoas pokomos foram mortas por membros da comunidade orma. Em retaliação, o povo pokomo invadiu as aldeias ormas e incendiou mais de cem casas.

## Eventos

### 2012

#### Incidente de 22 de agosto
Em 22 de agosto de 2012, no pior incidente violento no Quênia desde 2007, pelo menos 52 pessoas foram mortas em violência étnica no distrito de Tana River entre os grupos orma e pokomo. A violência ocorreu no sudeste do Quênia, na área de Reketa de Tarassa, perto do litoral e a aproximadamente 300 quilômetros (190 milhas) da capital, Nairóbi.
A violência étnica foi resultado de uma disputa pelo direito à terra para as galinhas das tribos. As autoridades policiais afirmaram que o ataque foi realizado pelo povo pokomo, que atacou os ormas, após uma invasão dos Orma às propriedades rurais pertencentes aos pokomos.
Os agressores estavam armados com facões, arcos e flechas, lanças e revólveres. Trinta e uma mulheres, onze crianças e seis homens foram mortos durante a violência. Destas, trinta e quatro pessoas foram mortas a golpes de facão, enquanto quatorze morreram queimadas. Quatro outros quenianos morreram posteriormente devido aos ferimentos sofridos durante o ataque. Além disso, os pokomos capturaram aproximadamente duzentos bovinos pertencentes aos ormas.

#### Incidentes de setembro
No dia 7 de setembro, por volta das 3 da manhã, doze pessoas foram mortas pelos ormas. O site Capital FM afirmou que a polícia e a Cruz Vermelha do Quênia disseram que os ataques ocorreram em Tarasaa, onde casas foram incendiadas, no que se acredita serem ataques retaliatórios do povo orma contra os pokomos.
A Cruz Vermelha do Quênia afirmou que mais de 300 bovinos e 400 caprinos foram assaltados e casas incendiadas.
Em 10 de setembro, 38 pessoas foram mortas pelos pokomos, incluindo nove policiais. Entre os mortos estão dezesseis homens, cinco mulheres, nove policiais e oito crianças. Os policiais incluíam cinco membros da General Service Unit (GSU), dois policiais administrativos e dois policiais regulares. A violência ocorreu no vilarejo de Kilelengwani.
Na manhã seguinte, 11 de setembro, três pessoas foram mortas pelos ormas nos vilarejos de Semikaro, Laini, Nduru e Shirikisho do Tana Delta.
Em 13 de setembro, mais de 1.300 policiais paramilitares foram enviados para reprimir os distúrbios em Tana River.
Em 17 de setembro, por volta das 5h45, 67 casas foram incendiadas no vilarejo de Ozi - não houve registro de vítimas. No dia seguinte, o parlamentar Danson Mungatana alegou que as casas foram incendiadas pela GSU, enviada anteriormente de Nairóbi para reprimir a violência.
No mesmo dia, a polícia encontrou uma suposta vala comum. As autoridades policiais receberam uma ordem judicial para cavar a vala suspeita, mas não encontraram nada além de parte de uma perna humana. Um membro da Cruz Vermelha relatou um forte fedor na área.

#### Incidente de dezembro
Na sexta-feira, 21 de dezembro de 2012, novos combates se seguiram, com reportagens iniciais indicando a morte de mais de 27 pessoas. A investida brutal foi realizada nas primeiras horas da manhã. Informações subsequentes confirmaram que trinta e nove pessoas foram mortas.
Entre os mortos estavam assaltantes cujos cadáveres foram queimados por residentes enfurecidos. A polícia também prendeu mais de 65 suspeitos após os assassinatos.

### Janeiro de 2013
Em 9 de janeiro de 2013, onze pessoas foram mortas em novos confrontos quando supostos assaltantes pokomos atacaram o vilarejo de Nduru matando seis ormas. Os aldeões contra-atacaram, matando dois assaltantes no local e mais dois enquanto os perseguiam. Outro agressor morreu devido aos ferimentos enquanto fugia.
Ataques ao amanhecer em 10 de janeiro de 2013 resultaram na morte de onze pessoas na comunidade pokomo, vilarejo de Kibusu. Os mortos incluíam três mulheres, três homens e cinco crianças. O ataque também resultou no incêndio de dezenove casas no povoado, que fica a aproximadamente 20 km do vilarejo  de Nduru, que havia sido atacado no dia anterior. A Cruz Vermelha do Quênia também indicou que mais de 112.000 pessoas foram deslocadas desde o início dos confrontos, apesar do envio de 2.000 agentes da lei.

## Reação estatal
O legislador de Galole e Ministro Adjunto da Pecuária, Dhadho Godhana, foi preso e acusado de incitamento, mas foi libertado com fiança em dinheiro de 500.000 xelins quenianos.
No mesmo dia, o parlamento queniano aprovou uma moção instando o executivo a enviar as forças de defesa quenianas para Tana River. A moção foi apresentada pelo parlamentar Garsen Danson Mungatana.
Em 22 de setembro, o governo criou uma Comissão Judicial de Inquérito sobre os confrontos em Tana River, presidida pela juíza do Supremo Tribunal Grace Nzioka.

## Nota
- Este artigo foi inicialmente traduzido, total ou parcialmente, do artigo da Wikipédia em inglês cujo título é «2012–2013 Tana River District clashes».